# Baýramnyýaz Berdiýew
Baýramnyýaz Berdiýew (13 settembre 1974) è un ex calciatore turkmeno, di ruolo portiere.

## Carriera

### Nazionale
Ha debuttato in Nazionale l'8 ottobre 2000, nell'amichevole Uzbekistan-Turkmenistan (3-0), in cui è subentrato al minuto 84 a Aleksandr Korobko. Ha partecipato, con la Nazionale, alla Coppa d'Asia 2004. Ha collezionato in totale, con la maglia della Nazionale, 28 presenze e 30 reti subite.

## Palmarès

### Club

#### Competizioni nazionali
- Campionato di calcio del Turkmenistan: 2

Nebitçi: 2004
Aşgabat: 2008
- Coppa del Turkmenistan: 1

Nebitçi: 2004